# Campionati mondiali di tennistavolo 2017
I Campionati mondiali di tennistavolo 2017 si sono svolti al Messe Düsseldorf (Germania) dal 30 maggio al 5 giugno 2017. È stata la 54ª edizione del torneo, organizzato dalla ITTF.

## Programma
|  | Turni  |
|  | Finali |

| Data                | 30 maggio | 31 maggio | 1º giugno | 2 giugno | 3 giugno | 4 giugno | 5 giugno |
| ------------------- | --------- | --------- | --------- | -------- | -------- | -------- | -------- |
| Singolare maschile  |           | R1        | R2        | R3       | R4       | R4, QF   | SF, F    |
| Singolare femminile |           | R1, R2    | R3        | R4, QF   | SF       | F        |          |
| Doppio maschile     | R1        | R2        | R3        | QF       | SF       | F        |          |
| Doppio femminile    | R1        | R2        | R3        | QF       |          |          | SF, F    |
| Doppio misto        | R1, R2    |           | R3, QF    |          | SF, F    |          |          |

## Podi
| Evento                         | Oro                                | Argento                         | Bronzo                                                    |
| Singolare maschile (dettagli)  | Ma Long                            | Fan Zhendong                    | Lee Sang-Su Xu Xin                                        |
| Singolare femminile (dettagli) | Ding Ning                          | Zhu Yuling                      | Miu Hirano Liu Shiwen                                     |
| Doppio maschile (dettagli)     | Fan Zhendong / Xu Xin              | Masataka Morizono / Yuya Oshima | Jung Young-Sik / Lee Sang-Su Kōki Niwa / Maharu Yoshimura |
| Doppio femminile (dettagli)    | Liu Shiwen / Ding Ning             | Chen Meng / Zhu Yuling          | Feng Tianwei / Yu Mengyu Hina Hayata / Mima Ito           |
| Doppio misto (dettagli)        | Maharu Yoshimura / Kasumi Ishikawa | Chen Chien-An / Cheng I-Ching   | Fang Bo / Petrissa Solja Wong Chun Ting / Doo Hoi Kem     |

## Medagliere
| Pos.   | Paese         | Oro | Argento | Bronzo | Totale |
| ------ | ------------- | --- | ------- | ------ | ------ |
| 1      | Cina          | 4   | 3       | 2,5    | 9,5    |
| 2      | Giappone      | 1   | 1       | 3      | 5      |
| 3      | Taipei cinese | 0   | 1       | 0      | 1      |
| 4      | Corea del Sud | 0   | 0       | 2      | 2      |
| 5      | Hong Kong     | 0   | 0       | 1      | 1      |
| 5      | Singapore     | 0   | 0       | 1      | 1      |
| 7      | Germania      | 0   | 0       | 0,5    | 0,5    |
| Totale | Totale        | 5   | 5       | 10     | 20     |